# Masters de Cincinnati 1982
El Abierto de Cincinnati 1982 fue un torneo de tenis jugado sobre pista dura. Fue la edición número 82 de este torneo. El torneo masculino formó parte del circuito ATP. Se celebró entre el 16 de agosto y el 22 de agosto de 1982.

## Campeones

### Individuales masculinos
Ivan Lendl vence a  Steve Denton, 6–2, 7–6.

### Dobles masculinos
Peter Fleming /  John McEnroe vencen a  Steve Denton /  Mark Edmondson, 6–2, 6–3.

### Individuales femeninos
Barbara Potter vence a  Bettina Bunge, 6–4, 7-6.

### Dobles femeninos
Sue Barker /  Ann Kiyomura vencen a  Pam Shriver /  Anne Smith 6-2, 7-6
| Predecesor: Cincinnati 1981 | Masters de Cincinnati 1982 | Sucesor: Cincinnati 1983 |